# Joan Pellicer
Joan Pellicer i Bataller (Bellreguart, 10 de julio de 1947 - íd. 7 de febrero de 2007) fue un etnobotánico español.
Joan Pellicer tenía formación de médico, pero es conocido por su labor como etnólogo y botánico, siendo considerado el naturalista más relevante en la Comunidad Valenciana desde Cavanilles.
En 1991 publicó Herbari breu de La Safor, libro que, por la precisión con la que describió las plantas de su comarca, le hizo ganar renombre, no sólo en el mundo especializado de la botánica, sino entre el público en general.
Esta fama, unida al hecho de participar en diversos programas de Gandia TV y Canal 9 (Medi Ambient), le llevaron a pronunciar conferencias y dar cursos por todo el territorio de valenciano.
En colaboración con el Centre de Estudis i Investigacions Comarcals Alfons el Vell, publicó Meravelles de Diània, sobre nueve parajes de la Comunidad Valenciana. El libro alcanzó un notable éxito de ventas para este tipo de trabajos.
También escribió De la Mariola a la mar, Flora pintoresca del País Valencià y Costumari Botànic.
Recibió numerosos premios y reconocimientos por su labor dentro de la Comunidad Valenciana, entre los que destaca el Bernat Capó.